# Federico Borromeo
Federico Borromeo (Milano, 18 agosto 1564 – Milano, 21 settembre 1631) è stato un cardinale italiano, arcivescovo di Milano dal 1595 e figura di spicco della Controriforma in Italia.
Cugino di Carlo Borromeo (1538–1584) che fu sua guida spirituale, i suoi atti di carità, in particolare durante la carestia del 1627–1628, e il suo devoto eroismo nella Peste del 1630 sono ben noti dal racconto che ne fece Alessandro Manzoni nel romanzo I Promessi Sposi. Fu un grande mecenate delle arti e fondò la Biblioteca Ambrosiana, una delle prime biblioteche pubbliche gratuite in Europa. Nel 1618, vi aggiunse una pinacoteca, cui donò la sua considerevole collezione di dipinti. Le sue opere pubblicate, principalmente in latino, sono oltre 100 e mostrano il suo interesse per l'archeologia ecclesiastica, la pittura sacra e il collezionismo.

## Biografia

### Infanzia

Grande stemma dei Borromeo

Federico Borromeo (talvolta indicato come Francesco Federico o Federigo), nacque il 18 agosto 1564, figlio di Giulio Cesare, della potente casata nobiliare meneghina dei Borromeo, e di Margherita Trivulzio. Suo padre morì quando egli aveva appena otto anni ed a lungo risentì l'influenza del cugino cardinale Carlo Borromeo (1538–1584) il quale fu sua guida spirituale e lo instradò alla carriera ecclesiastica. Federico era inoltre cugino del cardinale Guido Luca Ferrero (1565) ed era imparentato con papa Sisto V (r. 1585–1590) e con i cardinali Alessandro Farnese il Giovane (1534) e Mark Sittich von Hohenems (1561).
Fu anche prozio del cardinale Federico Borromeo (1617-1673). Altri cardinali appartenenti a questa famiglia furono Giberto III Borromeo e Giberto Borromeo, oltre a Vitaliano Borromeo (1766) e a Edoardo Borromeo (1868).

### Educazione

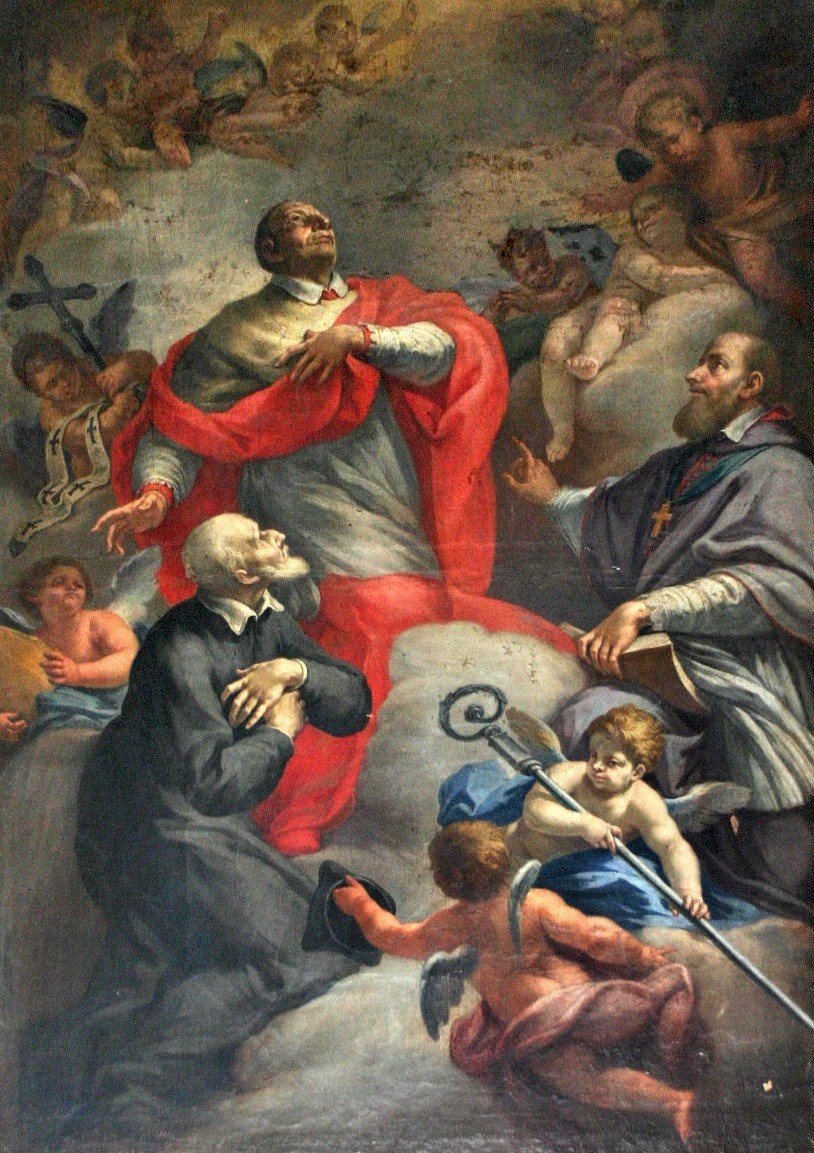
San Carlo Borromeo e San Filippo Neri (ai suoi piedi), due personaggi che influenzarono notevolmente la figura di Federico Borromeo durante gli anni dei suoi studi

Federico Borromeo iniziò gli studi a Milano sotto la direzione del cugino Carlo Borromeo, all'epoca arcivescovo della città. Nella primavera del 1579, Carlo lo inviò a proseguire gli studi umanistici all'Università di Bologna. Ivi, Federico coltivò le materie umanistiche con Galeazzo Capra e Bruto Guarini da Fano e frequentò le pubbliche lezioni di filosofia logica e dialettica di Federico Pendasio e Flaminio Papazzoni. Durante il periodo bolognese considerò l'ipotesi di aderire alla Compagnia di Gesù ma il cugino Carlo lo dissuase da tale intento e lo indirizzò invece verso il clero diocesano, tant'è che subito dopo il suo ritorno da Bologna lo vestì dell'abito clericale.
Federico fu quindi inviato all'Università degli Studi di Pavia presso l'Almo Collegio che il cugino vi aveva fondato nel 1561 per compiervi gli studi teologici. Vi soggiornò per circa cinque anni, dall'ottobre 1580 sino al conseguimento della laurea in teologia nel maggio 1585. A Pavia fondò nel 1582 l'Accademia degli Accurati, della quale fu fatto principe.
Nel settembre del 1586, Federico lasciò Pavia e si trasferì a Roma, dove entrò in contatto con Filippo Neri e con il cardinale Cesare Baronio. Nell'Urbe proseguì gli studi classici, interessandosi molto alle antichità romane ed entrando in contatto con numerosi eruditi, come Alfonso Chacón, Cesare Baronio e Fulvio Orsini.

### Nomina a cardinale
Creato cardinale da Sisto V il 18 dicembre 1587, a soli 23 anni, ottenne la porpora cardinalizia con il titolo diaconale di Santa Maria in Domnica (15 gennaio 1588), optando in seguito per la sede dei Santi Cosma e Damiano (9 gennaio 1589) e poi per quella di Sant'Agata in Suburra (20 marzo 1589). Partecipò al primo conclave nel 1590, dove fu eletto pontefice Urbano VII (r. 1590). Quindi prese parte al secondo conclave del 1590 che elesse Gregorio XIV (r. 1590–1591). Optò quindi per la sede diaconale di San Nicola in Carcere dal 14 gennaio 1591, partecipando quell'anno al conclave che elesse Innocenzo IX (r. 1591) e l'anno successivo a quello che elesse Clemente VIII (r. 1592–1605).
Divenuto membro della commissione per la revisione della Vulgata e per la preparazione della «Editio Romana» degli atti dei concili ecumenici, decise solo nel 1593 di prendere gli ordini sacri, venendo consacrato il 17 settembre di quello stesso anno. Poco dopo, in corrispondenza con la sua carriera cardinalizia, gli venne affidato il titolo di Santa Maria degli Angeli (25 ottobre 1593). La sua ordinazione ufficiale avvenne però il 7 dicembre 1593 ad opera del cardinale Alessandro de' Medici, il futuro papa Leone XI (r. 1605), nella sua cappella privata.

### Arcivescovo di Milano
Dopo la morte dell'arcivescovo di Milano Gaspare Visconti (c. 1584–1595), egli accettò la nomina alla sede meneghina, suggeritagli da Clemente VIII per intercessione di Filippo Neri. Nominato quindi arcivescovo di Milano il 24 aprile 1595 a 31 anni, seguì l'esempio del predecessore e cugino Carlo nel disciplinare il clero, fondando chiese e collegi a proprie spese, applicando i canoni del concilio di Trento. Divenne anche commendatario dell'Abbazia di Santa Maria di Casanova, una delle più importanti del centro Italia.
La Biblioteca Ambrosiana

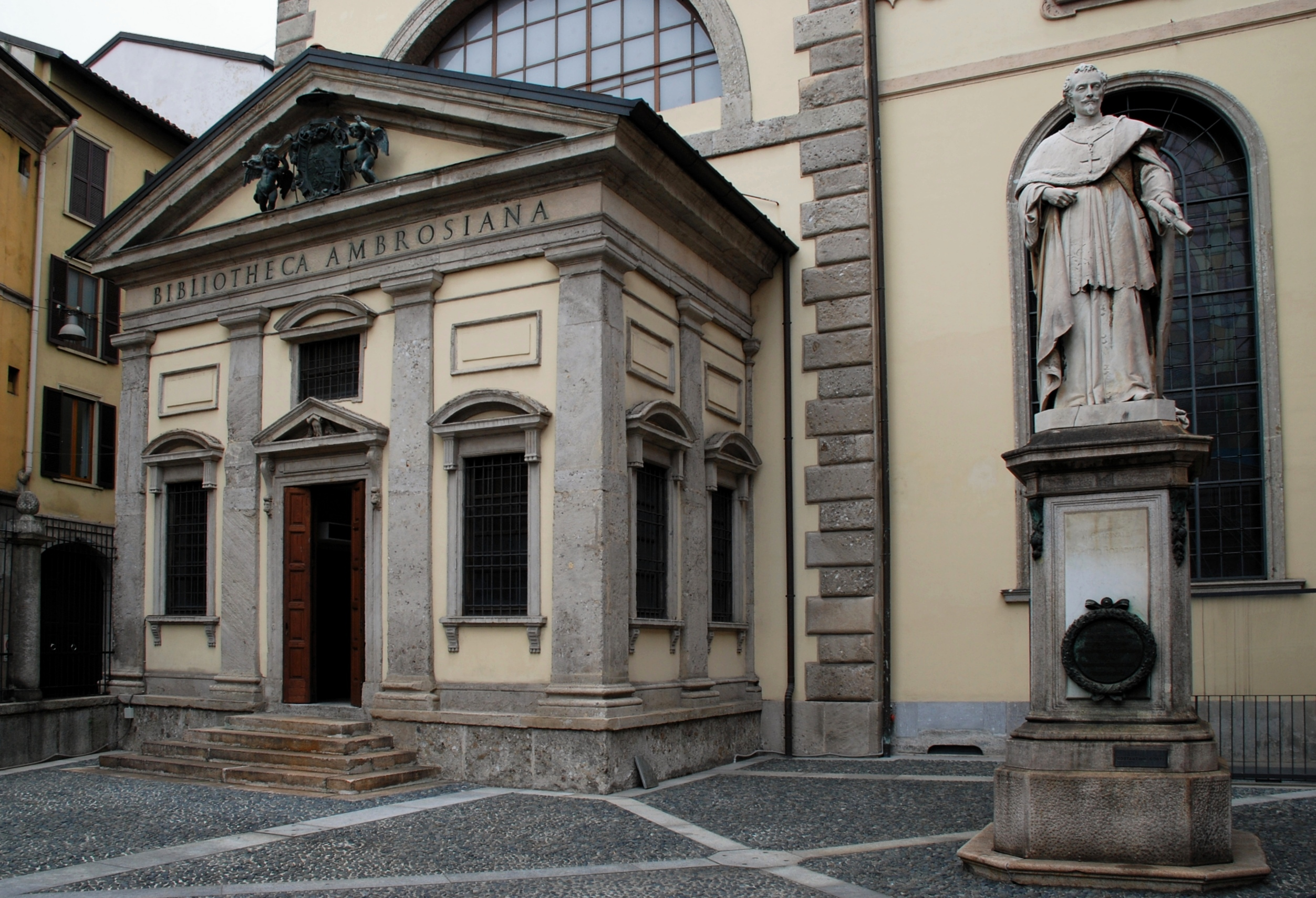
La Biblioteca Ambrosiana, uno dei più insigni monumenti alla cultura milanese, fondata dal cardinal Federico Borromeo.

Fin dal suo rientro nella città lombarda, Borromeo inviò emissari a raccogliere manoscritti e stampati in ogni parte d'Europa. «Dal febbraio al giugno 1607 fu Grazio Maria Grazi a recarsi in Puglia e in Calabria, e quindi a Napoli, a Roma, a Siena (e forse anche a Venezia); dal marzo all'estate fu invece il prefetto Antonio Olgiati a compiere una lunga peregrinazione, puntando anzitutto a est, sino a Trieste, risalendo poi a Innsbruck e da lì passando in Germania, in Belgio e in Francia: lungo il viaggio, certamente durante il passaggio in Francia, era stato coadiuvato dal libraio ed editore milanese Pietro Martire Locarnilo; nel novembre dello stesso 1607, infine, fu il dottore Antonio Salmazia a raggiungere Corfù e a fermarsi nell'isola undici mesi, raccogliendovi molti manoscritti greci fatti venire anche dalla terraferma: nelle prime settimane in Corfù aveva condiviso la missione con Domenico Gerosolimitano, un ebreo convertito che nei mesi precedenti aveva per altro fatto acquisti di volumi a Mantova e a Venezia, poi ancora a Mantova, a Ferrara e a Bologna. Lo stesso Olgiati, del resto, si sarebbe di nuovo messo in viaggio nell'autunno del 1609, prendendo anch'egli la via per Venezia.»
L'8 dicembre 1609, infine, la Biblioteca Ambrosiana fu inaugurata e nel 1618 Borromeo la corredò di una raccolta di statue e di quadri, la cosiddetta Quadreria Ambrosiana che in seguito diventerà la Pinacoteca Ambrosiana. L'intento della Quadreria era quello di creare una struttura di supporto alla nascente Accademia Ambrosiana, aperta dal Borromeo nel 1621 con Giovanni Battista Crespi detto il Cerano come primo presidente.
La caccia alle streghe

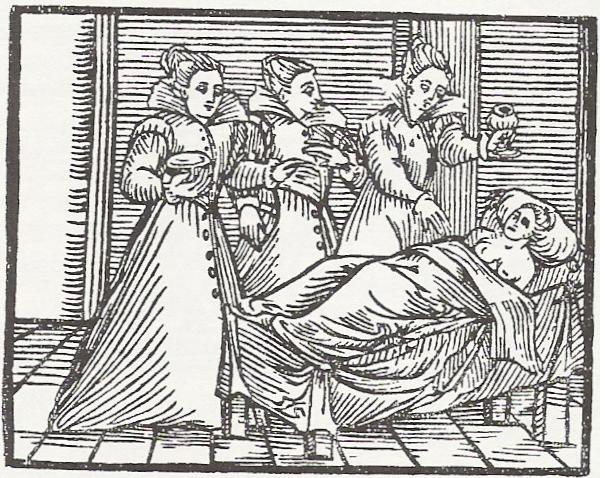
Avvelenamento o "Ungimento", ill. in Compendium maleficarum.

Tra le molte, Federico Borromeo si fece in Milano tedoforo di un'altra tradizione molto cara al cugino Carlo, la caccia alle streghe. Si cominciò nel 1599 con il rogo di Marta de Lomazzi e, cosa ancor più importante, con la raccolta di fondi per la creazione di una prigione meneghina per streghe e stregoni. Nel 1603, si bruciarono in Piazza Vetra le streghe Isabella Arienti e Gabbana la Montina. Nel 1617 si celebrò invece il processo per stregoneria contro Caterina Medici da Broni, «abbruggiata» per aver servito al suo padrone, il senatore Luigi Melzi (1554–1629), dei decotti. Nel 1620 toccò a Maria de' Restelli ed Angela Dell'Acqua. Il devastante impatto socio-culturale, in Milano, della Peste del 1630, esacerbò, da questo punto di vista, il rigore della locale caccia alle streghe che prese ad includere anche gli "untori", cioè quelle persone che, nelle parole stesse del Borromeo, secondo «il volgo [...] mescolassero agli unguenti anche accordi pattuiti col demonio e che gli stessi unguenti risultassero composti di veleni, oltre al veleno vero e proprio della peste». La caccia agli untori, ormai assimilati dai meneghini con streghe e stregoni, fu supportata sia fattivamente sia intellettualmente dall'inquisitore Francesco Maria Guaccio (ca 1570–1640), il cui Compendium maleficarum alimentò la psicosi del contagio e fu «strumento non secondario» nell'offensiva processuale contro i presunti untori.
Cosa eccezionale per l'Italia, Federico Borromeo si fece anche promotore, tra il 1598 e il 1600, di una raccolta fondi presso il Banco di Sant'Ambrogio per trasformare la vecchia Torre dell'Imperatore in Milano in una vera e propria Torre delle streghe di tipo mitteleuropeo, una tipologia di struttura detentiva riservata specificatamente ad eretici e streghe che, pur nel generale isterismo della caccia alle streghe europea, non prese mai piede nella Penisola.
Ultimi anni e morte

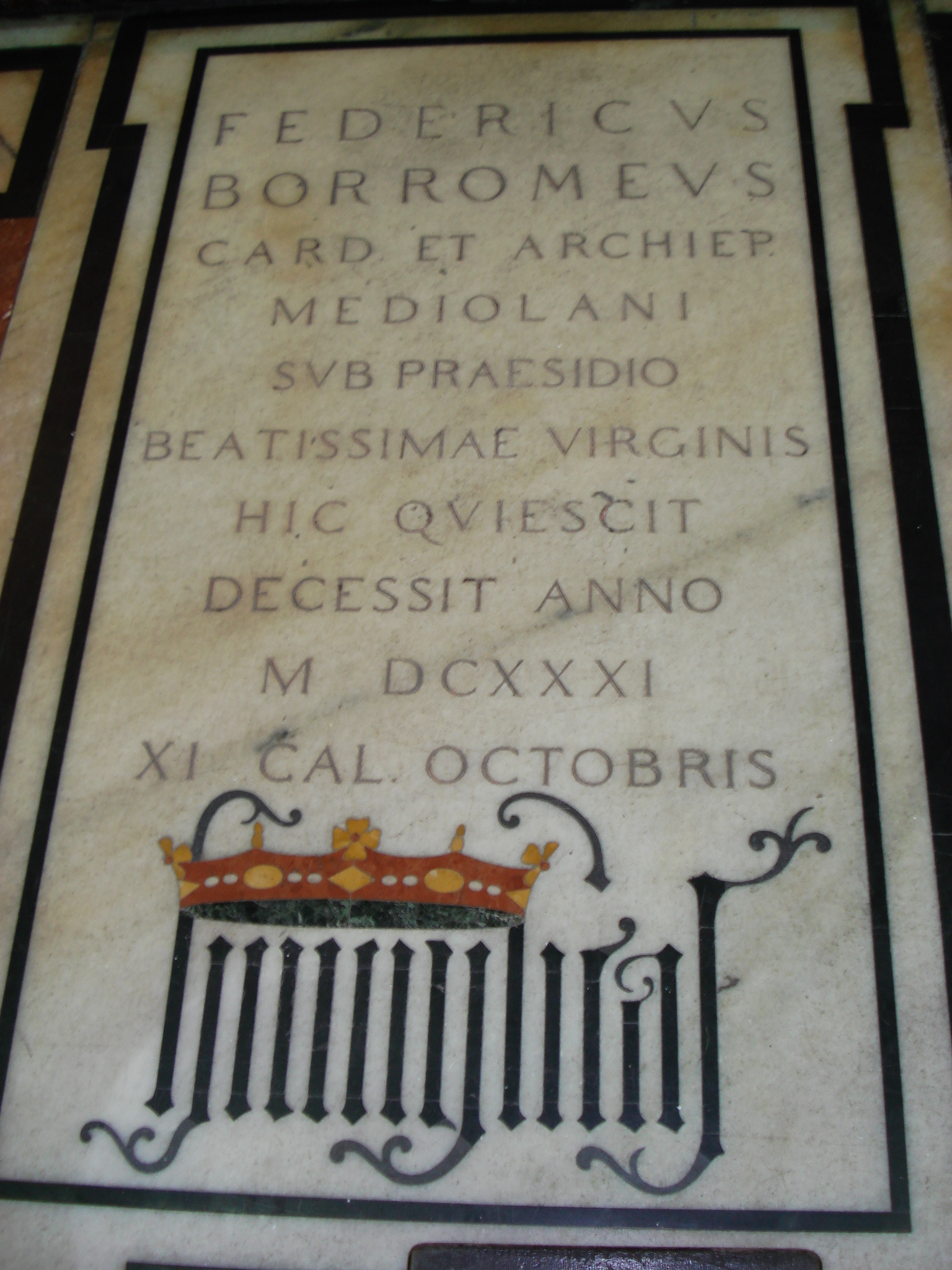
La tomba di Federico Borromeo nel Duomo di Milano

Fece erigere il Colosso di San Carlo Borromeo ad Arona ed abbellì inoltre il Duomo di Milano con dipinti e sculture. A Gropello Cairoli, ampliò l'ospedale e iniziò la splendida villa degli arcivescovi. Spinse alla vita ecclesiastica il cugino e successore Cesare Monti. Diede esempio di grande carità durante la carestia del 1628 e la summenzionata, devastante Peste del 1630, cui comunque sopravvisse.
Morì a Milano il 21 settembre 1631 e la sua salma venne esposta in Duomo e qui sepolta di fronte all'altare della Madonna dell'Albero.

## Opere

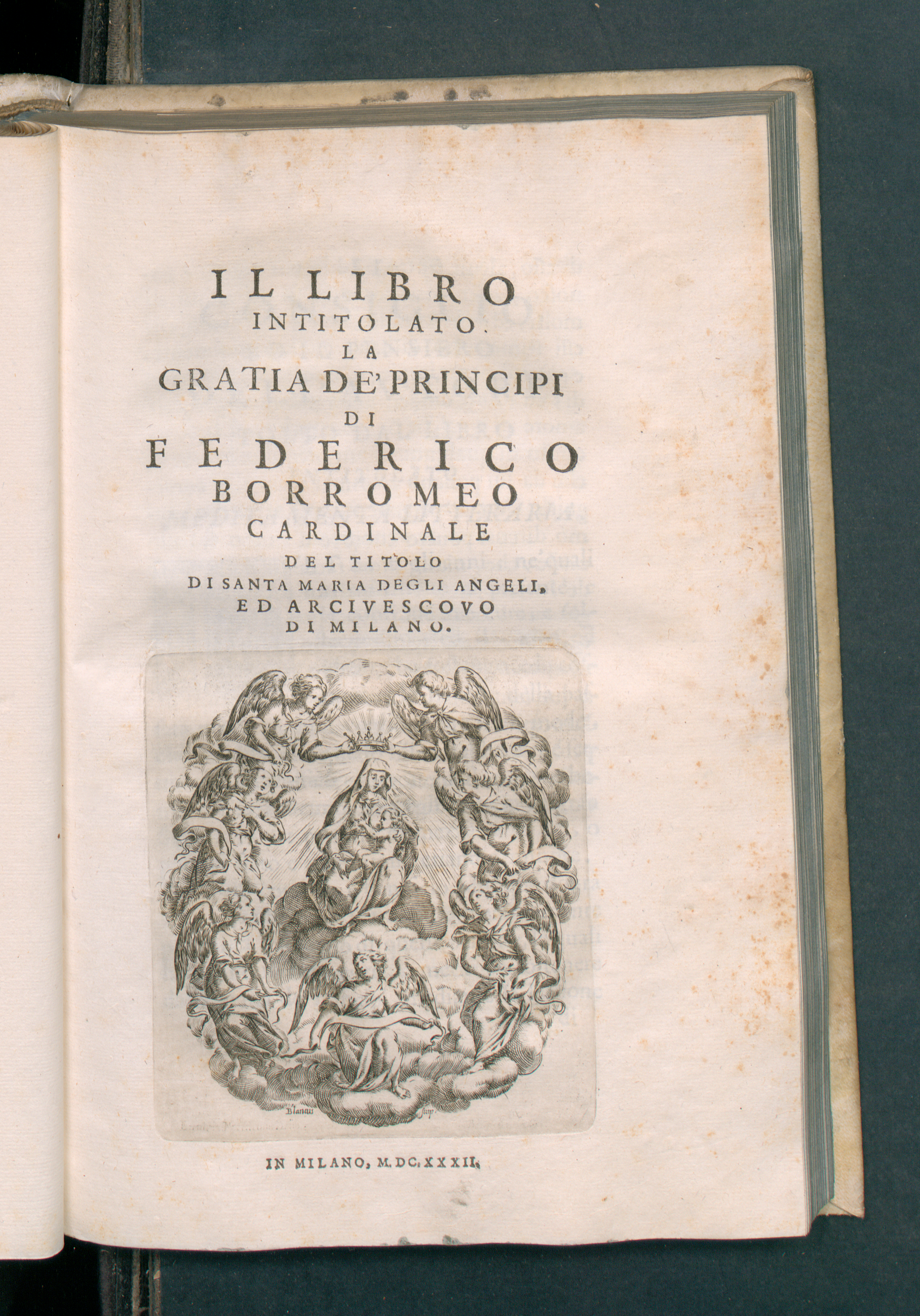
Gratia de' principi, 1632. Da BEIC, biblioteca digitale

La produzione letteraria di Federigo Borromeo fu in effetti abbondante, con più di un centinaio di libri, sia a stampa che manoscritti, oltre a svariate centinaia di lettere; gran parte di tale produzione è conservata alla Biblioteca Ambrosiana.
Federigo stesso censì i propri scritti nei suoi Meditamenta litteraria i quali - assieme al De suis studiis dove ripercorre la sua formazione culturale - costituiscono una sorta di autobiografia dell'uomo di lettere.
Nel Philagios sive de amore virtutis libri duodecim raccoglie numerose biografie di religiose. Tra le figure menzionate manca quella di Marianna De Leyva, suor Virginia Maria, ovvero la monaca di Monza. Il cardinale ordinò un processo canonico nei confronti di Suor Virginia, condannandola a essere "murata viva" al Ritiro di Santa Valeria, dove trascorse 21 anni imprigionata in una stanzetta. Alla sua morte Federigo lasciò tuttavia alcune annotazioni sulla vicenda, attestanti la sua volontà di inserirla in una futura edizione del Philagios.
Altre sue opere notevoli furono il De fugienda ostentatione, il De delectu ingeniorum, il De non vulgari existimatione et fama, il De gratia principum, il Cypria sacra sive de honestate et decoro ecclesiasticis moris ed il De sacris nostrorum temporum orationibus. Il suo scritto più noto è forse il De pestilentia quæ Mediolani anno 1630 magnam stragem edidit, dove narra della gravissima pestilenza che colpì Milano nel 1630, alternando l'analisi delle cause a numerosi aneddoti dei più diversi tenori che rendono il testo tra i più coinvolgenti documenti di storia Milanese dell'epoca.
Federigo non ebbe modo di portare a termine un'edizione definitiva dell'opera, morendo l'anno seguente. Nonostante l'abbondanza della produzione, gli scritti di Federigo non hanno mai avuto grande fortuna se non per l'interesse storico che rivestono. Osserva il Manzoni:

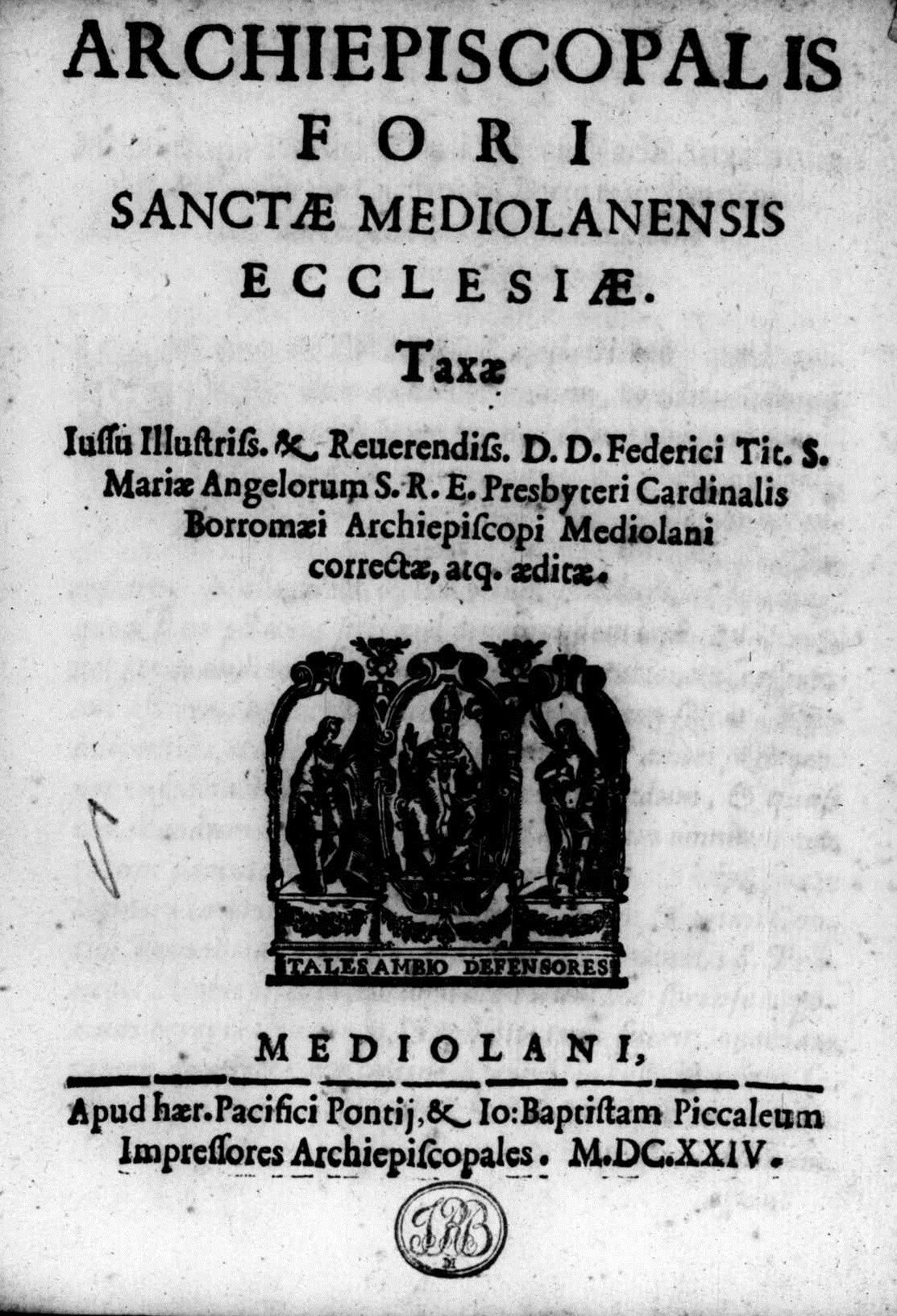
Archiepiscopalis fori Sanctae Mediolanensis Ecclesiae taxae, 1624

(A. Manzoni, I promessi sposi, cap. XXII)

### Edizioni
- (LA) Federico Borromeo, Archiepiscopalis fori Sanctae Mediolanensis Ecclesiae taxae, Milano, eredi Pacifico Da Ponte, 1624.
- (LA) Federico Borromeo, De vita contemplativa, sive de valetudine ascetica libri duo, Milano, typographia Collegij Ambrosiani, 1630.
- (LA) Federico Borromeo, De christianae mentis iucunditate libri tres, Milano, typographia Collegij Ambrosiani, 1632.
- (LA) Federico Borromeo, De sacris nostrorum temporum oratoribus libri quinque, Milano, typographia Collegij Ambrosiani, 1632. «Il Fontanini cita il De sacris nostrorum temporum oratoribus nel passo dove esalta il raggiunto splendore del toscano e a ragione dichiara quest'opera «degnissima di essere studiata ne' tempi nostri»; l'Andrés nel suo capitolo sull'eloquenza sacra si riferisce a più riprese a questa stessa opera, come in effetti all'unica disponibile, almeno per il suo impianto storico.»[16]
- (LA) Federico Borromeo, De concionante episcopo libri tres, Milano, typographia Collegij Ambrosiani, 1632.
- Federico Borromeo, Il libro intitulato la gratia de' principi, Milano, Stamperia del Collegio Ambrosiano, 1632.
- Federico Borromeo, I tre libri delle laudi divine, Milano, Stamperia del Collegio Ambrosiano, 1632.
- (LA) Federico Borromeo, Meditamenta litteraria, 2ª ed., Milano, typographia Collegij Ambrosiani, 1633  [1619].
- Federico Borromeo, I tre libri della vita della venerabile madre suor Caterina Vannini sanese monaca convertita, 3ª ed., Padova, Giuseppe Comino, 1756  [1618].
- (LA) Federico Borromeo, De pictura sacra; Leges observandae in Academia quae de graphide erit; Musaem, in Anton Francesco Gori (a cura di), Symbolae litterariae, vol. 7, Roma, ex typographio Palladis, 1754,  pp. 1-139. sono belo

## Federigo Borromeo eI promessi sposi
(Alessandro Manzoni ne I promessi sposi)
Federico Borromeo ricopre nel romanzo I promessi sposi di Alessandro Manzoni il doppio ruolo di personaggio e di fonte. Nel romanzo, Manzoni esalta la nobile figura del prelato, contraddistinguendolo per la grande conoscenza teologica, l'indole di profondo scrutatore dell'animo umano e di pastore zelante e comprensivo che aveva quale scopo di vita l'insegnamento della dottrina ai poveri e la cura dei sofferenti. Questo vivido ritratto biografico occupa quasi interamente il capitolo XXII.
Nel romanzo, Borromeo svolge il ruolo di auditore dei protagonisti, simboleggiando un Cristianesimo puro e ispirato. Egli è dipinto come un vero santo, pio, umile, caritatevole, altruista, disponibile e pacato. Il Manzoni poi, nei capitoli dedicati alla Peste del 1630, utilizzò quale fonte anche lo stesso De pestilentia di Federigo, oltre ad altri scritti ed all'opera del Ripamonti che fornirono spunti certamente più copiosi.
Tra i numerosi aneddoti del De pestilentia, spicca un episodio dal quale l'autore de I promessi sposi trasse ispirazione per il commovente passo di Cecilia, nel capitolo XXXIV:
(De pestilentia, cap. VIII)

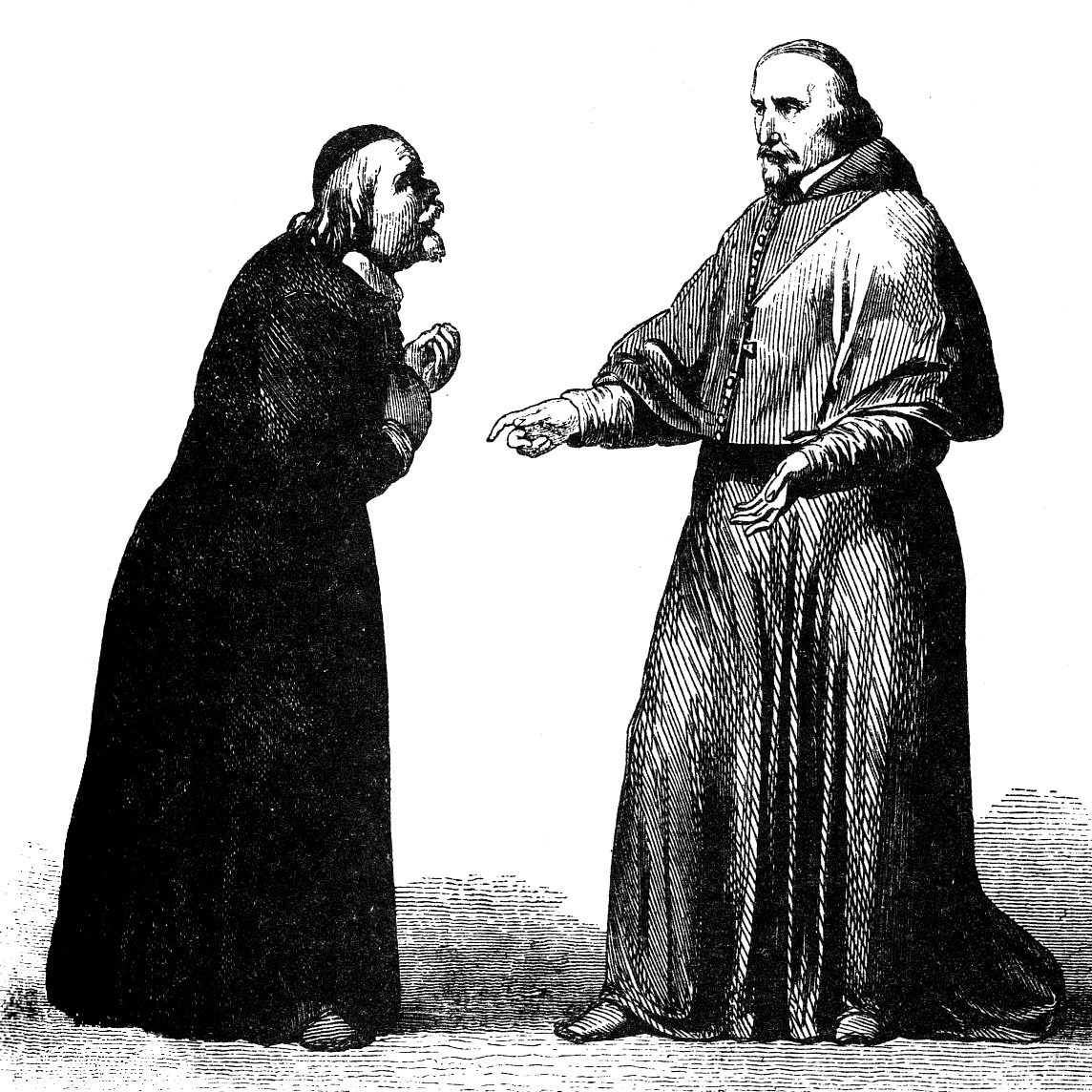
Don Abbondio e il cardinale Federigo Borromeo, ill. di Gonin in

Nel ritratto manzoniano del cardinale è presente una temperata e solenne purità evangelica. Egli ha una singolare capacità di comprendere ogni passione ed ogni condizione degli uomini. Tutta la grandezza artistica di questo personaggio sta nella penetrazione psicologica e nella potenza di dominio e di conforto che gli sono state conferite dalla trascuranza del fasto, dalla «gioia continua di una speranza ineffabile», dalla «abitudine dei pensieri solenni e benevoli». In lui l'altezza della mente è pari alla nobiltà del cuore. Federigo è il personaggio de I promessi sposi in cui meglio si vede la serenità imperturbabile a cui conduce l'attuazione costante della concezione evangelica della vita. La sua eloquenza è fatta sapiente da una grande pazienza meditativa e la potenza della parola evangelica del cardinale, nel colloquio con don Abbondio, fa dell'anima del curato uno spettacolo religioso.
La lunga digressione sulla vita ed il carattere del cardinale (capitoli XXII- XXIII) hanno i tratti dell'agiografia. L'autore scrive (cap. XXII): «Ci siamo abbattuti in un personaggio, il nome e la memoria del quale, affacciandosi, in qualunque tempo, alla mente, la ricreano con una placida commozione di riverenza.» Lo stile si fa raffinato ed alto, il lessico tende al sublime, allo scopo di evidenziare il carattere eccezionale del protagonista (inizi del capitolo XXIII): «il portamento era naturalmente composto, e quasi involontariamente maestoso [...]; l'abitudine de' pensieri solenni e benevoli, la pace interna di una lunga vita, l'amore degli uomini, la gioia continua di una speranza ineffabile [...]». È anche da notare che proprio nel Seicento, secolo in cui è ambientato il romanzo, il genere agiografico conobbe una particolare fortuna ad opera di alcuni gesuiti che pubblicarono gli Acta Sanctorum, collezione di vite di santi.
L'attività caritatevole e catechistica del cardinale dimostra che il cattolicesimo di Manzoni si presenta innanzitutto come messaggio e presenza sociali di una Chiesa impegnata a testimoniare la propria missione e a predicare la fede con l'intervento diretto in difesa degli oppressi. Lo si vede anche durante la carestia, nella quotidiana attività dei frati cappuccini nel lazzaretto durante la peste. Il personaggio cardinale ci ricorda che la concezione cristiana del potere è da intendere solo come servizio verso il prossimo.

## Galleria d'immagini

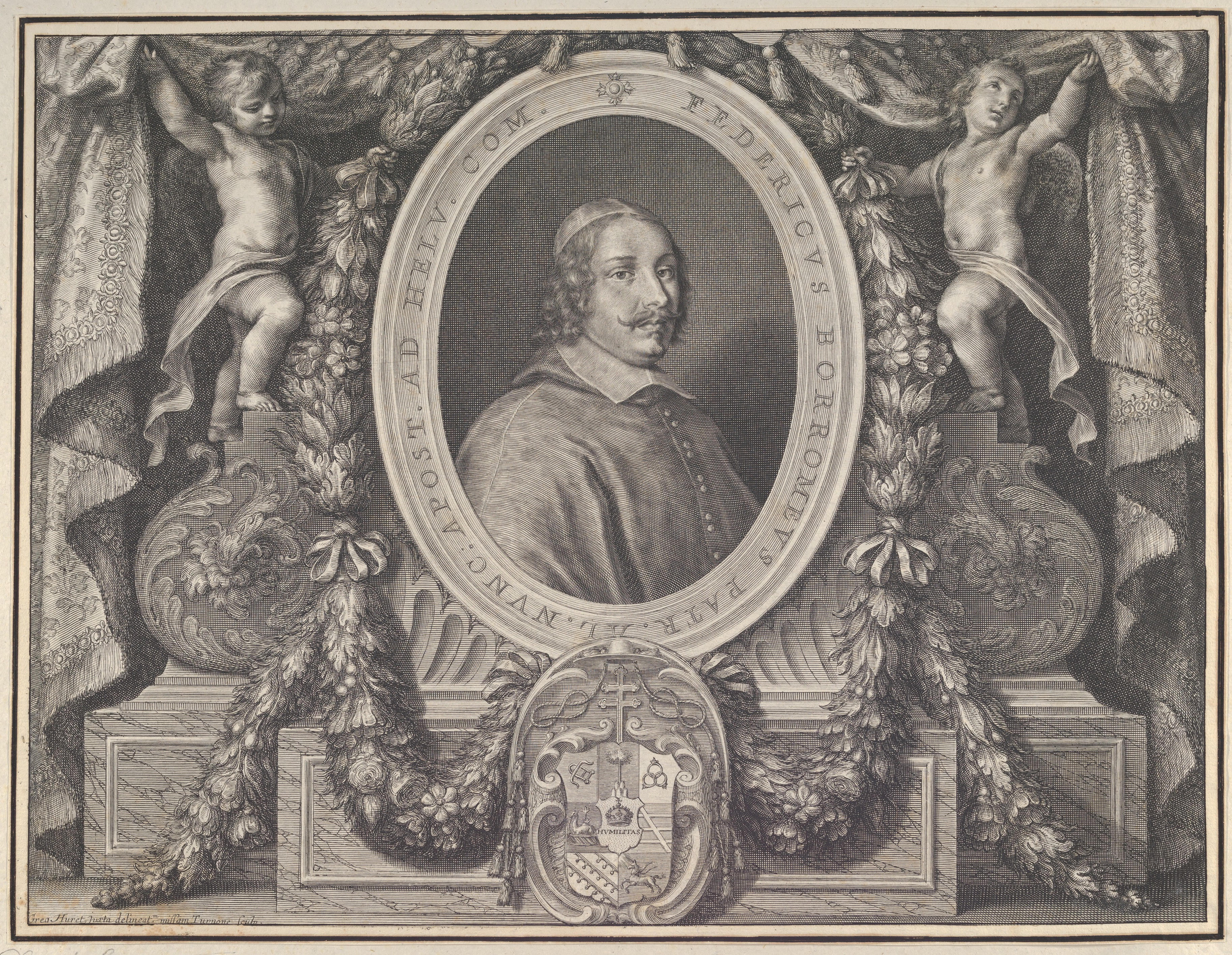
Grégoire Huret, Ritratto del Cardinal Federico Borromeo, New York, Metropolitan Museum of Art.
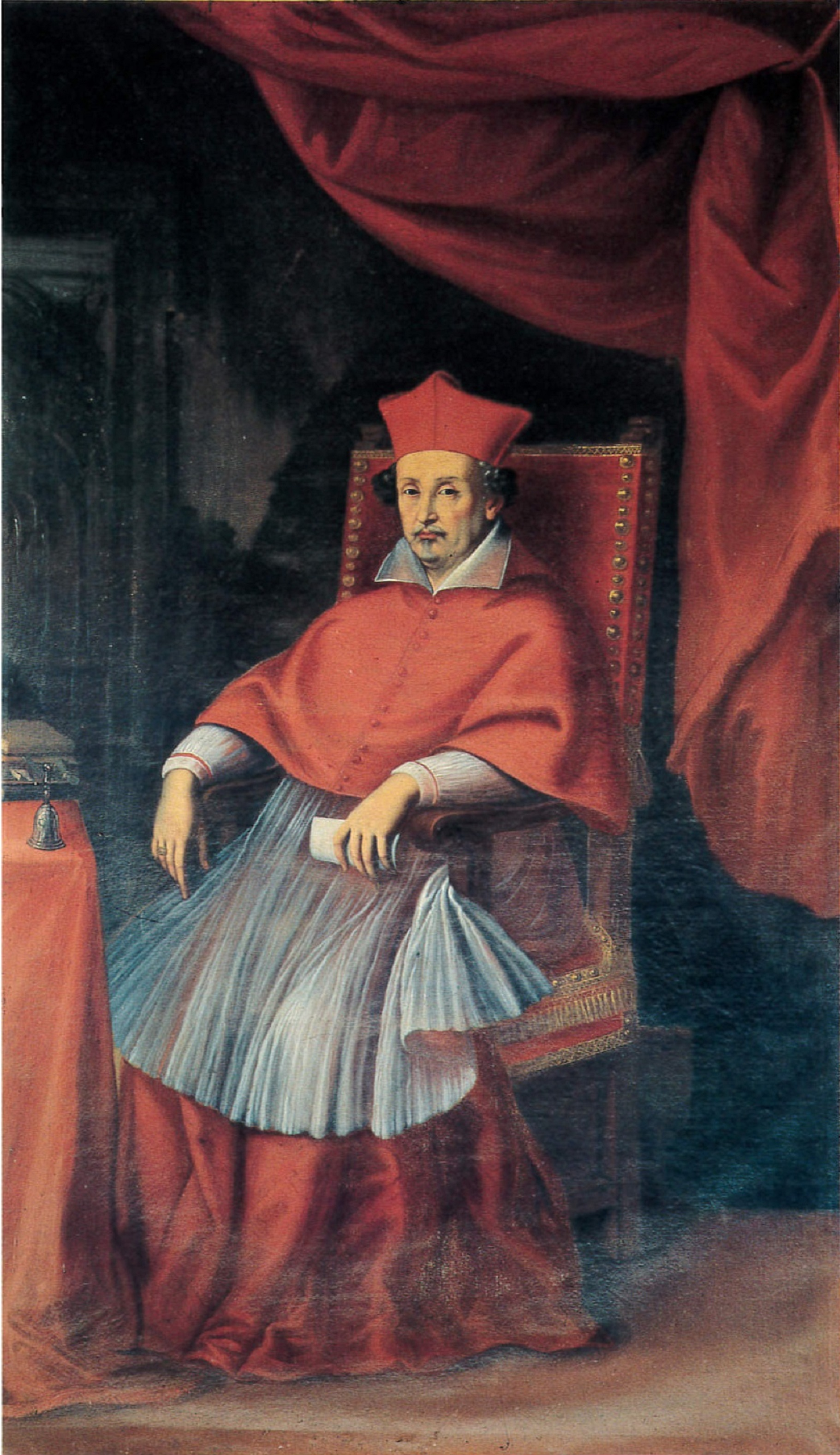
Ritratto di Federico Borromeo, arcivescovo di Milano.

## Genealogia episcopale e successione apostolica
La genealogia episcopale è:
- Cardinale Guillaume d'Estouteville, O.S.B.Clun.
- Papa Sisto IV
- Papa Giulio II
- Cardinale Raffaele Sansone Riario
- Papa Leone X
- Papa Paolo III
- Cardinale Francesco Pisani
- Cardinale Alfonso Gesualdo
- Papa Clemente VIII
- Cardinale Federico Borromeo

La successione apostolica è:
- Vescovo Giovanni Stefano Ferrero, O.Cist. (1599)
- Vescovo Alessandro Guidiccioni (1600)

## Ascendenza
|                            |                     |                                   | Genitori                     |  |  | Nonni |  |  | Bisnonni         |  |  | Trisnonni         |  |
|                            |                     |                                   |                              |  |  |       |  |  | Giberto Borromeo |  |  | Giovanni Borromeo |  |
|                            |                     |                                   |                              |  |  |       |  |  | Giberto Borromeo |  |  | Giovanni Borromeo |  |
|                            |                     | Maria Cleofe Pio                  |                              |  |  |       |  |  | Giberto Borromeo |  |  |                   |  |
| Federico Borromeo          |                     |                                   |                              |  |  |       |  |  | Giberto Borromeo |  |  |                   |  |
|                            |                     | Margherita di Brandeburgo-Ansbach | Fritz di Brandeburgo-Ansbach |  |  |       |  |  |                  |  |  |                   |  |
|                            |                     | Margherita di Brandeburgo-Ansbach | Fritz di Brandeburgo-Ansbach |  |  |       |  |  |                  |  |  |                   |  |
|                            |                     | Margherita di Brandeburgo-Ansbach | …                            |  |  |       |  |  |                  |  |  |                   |  |
| Giulio Cesare Borromeo     |                     | Margherita di Brandeburgo-Ansbach |                              |  |  |       |  |  |                  |  |  |                   |  |
|                            |                     | Galeazzo Visconti di Somma        | Guido Visconti               |  |  |       |  |  |                  |  |  |                   |  |
|                            |                     | Galeazzo Visconti di Somma        | Guido Visconti               |  |  |       |  |  |                  |  |  |                   |  |
|                            |                     | Galeazzo Visconti di Somma        | Leta Manfredi                |  |  |       |  |  |                  |  |  |                   |  |
| Veronica Visconti di Somma |                     | Galeazzo Visconti di Somma        |                              |  |  |       |  |  |                  |  |  |                   |  |
|                            |                     | Antonia Mauruzzi                  | Niccolò Mauruzzi             |  |  |       |  |  |                  |  |  |                   |  |
|                            |                     | Antonia Mauruzzi                  | Niccolò Mauruzzi             |  |  |       |  |  |                  |  |  |                   |  |
|                            |                     | Antonia Mauruzzi                  | Lucia Castiglioni            |  |  |       |  |  |                  |  |  |                   |  |
| Federico Borromeo          |                     | Antonia Mauruzzi                  |                              |  |  |       |  |  |                  |  |  |                   |  |
|                            | Francesco Trivulzio | Ranieri Renato Trivulzio          |                              |  |  |       |  |  |                  |  |  |                   |  |
|                            | Francesco Trivulzio | Ranieri Renato Trivulzio          |                              |  |  |       |  |  |                  |  |  |                   |  |
|                            | Francesco Trivulzio | Luchina Visconti                  |                              |  |  |       |  |  |                  |  |  |                   |  |
| Renato Trivulzio           | Francesco Trivulzio |                                   |                              |  |  |       |  |  |                  |  |  |                   |  |
|                            |                     | Margherita Grassi                 | Tommaso Grassi               |  |  |       |  |  |                  |  |  |                   |  |
|                            |                     | Margherita Grassi                 | Tommaso Grassi               |  |  |       |  |  |                  |  |  |                   |  |
|                            |                     | Margherita Grassi                 | Elena de Rixis               |  |  |       |  |  |                  |  |  |                   |  |
| Margherita Trivulzio       |                     | Margherita Grassi                 |                              |  |  |       |  |  |                  |  |  |                   |  |
|                            |                     | Lancillotto Borromeo              | Giovanni Borromeo            |  |  |       |  |  |                  |  |  |                   |  |
|                            |                     | Lancillotto Borromeo              | Giovanni Borromeo            |  |  |       |  |  |                  |  |  |                   |  |
|                            |                     | Lancillotto Borromeo              | Maria Cleofe Pio             |  |  |       |  |  |                  |  |  |                   |  |
| Isabella Borromeo          |                     | Lancillotto Borromeo              |                              |  |  |       |  |  |                  |  |  |                   |  |
|                            |                     | Lucia Adorno                      | Agostino Adorno              |  |  |       |  |  |                  |  |  |                   |  |
|                            |                     | Lucia Adorno                      | Agostino Adorno              |  |  |       |  |  |                  |  |  |                   |  |
|                            |                     | Lucia Adorno                      | Francesca Maddalena Lascaris |  |  |       |  |  |                  |  |  |                   |  |
|                            |                     | Lucia Adorno                      |                              |  |  |       |  |  |                  |  |  |                   |  |

### Bibliografiche
1. ↑   Federico Borromeo, in Dizionario storico della Svizzera.
2. 1 2  DBI.
3. ↑  Pamela M. Jones (1997), p. 18.
4. ↑  Cesare Pasini (2005), p. 464.
5. 1 2  Farinelli e Paccagnini 1989, p. 97.
6. ↑  Farinelli e Paccagnini 1989, p. 99.
7. ↑   Matteo Bevenuti, Registro de' giustiziati nella nobilissima scuola di S. Gio. Decolato [...], in Archivio storico lombardo, vol. 1882, Milano, Fratelli Dumolard, IX,  p. 453.
8. ↑  Farinelli e Paccagnini 1989.
9. ↑  Farinelli e Paccagnini 1989, pp. 111-112.
10. ↑  (LA) Federico Borromeo, De pestilentia quæ Mediolani anno 1630 magnam stragem edidit, rist., Milano, Myricae edizioni, 2012  [1630?].
11. ↑  Tamburini 1992, p. XIX.
12. ↑  Tamburini 1992, p. XXI.
13. ↑   Giuseppe Girimonti Greco, Francesco Maria Guazzo, in Dizionario biografico degli italiani, vol. 60, Roma, Istituto dell'Enciclopedia Italiana, 2003.
14. ↑  Farinelli e Paccagnini 1989, pp. 103 e ss.
15. ↑  Vaccaro, Chiesi, Panzera, 2003, 40, 43, 44, 50, 59, 61, 62, 64, 69nota, 70nota, 72nota, 97, 195nota, 253, 399, 406, 410, 411nota, 445.
16. ↑  Alessandro Martini (2002), p. 209.
17. ↑  Attilio Momigliano, Alessandro Manzoni, Messina-Milano, Principato, 1948, V ed., p. 214-17.
18. ↑  Presenta analogo carattere agiografico anche la figura del Vescovo Myriel, personaggio "di una benevolenza serena", nel romanzo I Miserabili di Victor Hugo (parte prima, libro primo; XIII):" Era là solo con se stesso, raccolto, tranquillo, adorante, confrontando la serenità del suo cuore con la serenità del cielo, commosso nelle tenebre dagli splendori visibili delle costellazioni e gli splendori invisibili di Dio, con il proprio animo aperto ai pensieri che cadono dall'Ignoto.[...] Egli non studiava Dio; egli se ne abbagliava".